# Mouna Ben Halima
Mouna Ben Halima (arabe : منى بن حليمة) est une femme d'affaires et une militante tunisienne.

## Biographie

### Éducation et carrière professionnelle
Mouna Ben Halima est titulaire d'une maîtrise de gestion de l'université Paris-Dauphine et un MBA de la Mediterranean School of Business.
Mouna Ben Halima est une femme d'affaires active dans le domaine du tourisme. Elle est la fondatrice et la dirigeante de l'hôtel de luxe La Badira, le seul en Tunisie qui fasse partie du réseau The Leading Hotels of the World. Elle plaide pour le développement du tourisme de luxe en Tunisie,.
En 2017, elle est élue membre du bureau exécutif de la Fédération tunisienne de l'hôtellerie, où elle occupe le poste de vice-secrétaire générale, poste qu'elle occupe jusqu'en 2020.

### Militantisme et activités associatives
À part son activité professionnelle, Mouna Ben Halima est une militante engagée dans la vie associative en Tunisie.
Son engagement a commencé avant la révolution de 2011 en protestant et militant contre la censure d'Internet pratiquée par le régime de Zine el-Abidine Ben Ali, ce qui vaut des intimidations et des menaces de la part de la police. Son nom a figuré sur « la liste des 40 » qui étaient dans le collimateur du régime.
Après la révolution, elle co-fonde l'association Touensa, active dans la Tunisie post-révolution pour la mise en place d'un processus démocratique, le renforcement de la société civile, l'éveil et la vigilance institutionnelle à travers des campagnes de sensibilisation et d'éducation civique.
Le 22 septembre 2021, elle est élue présidente de l'Association des Tunisiens des grandes écoles.

### Vie privée
Mouna Ben Halima est la fille de l'homme d'affaires Mohamed Allani, fondateur de l'hôtel Taj Sultan à Hammamet.